# Cốc Khai Lai
Cốc Khai Lai (谷开来) (sinh ngày 15 tháng 11 năm 1958) là một nữ luật sư và nhà kinh doanh người Trung Quốc, là vợ thứ hai của chính trị gia Bạc Hy Lai. Tháng 8 năm 2012, bà đã bị tòa tuyên án tử hình nhưng được hoãn thi hành vì tội sát hại doanh nhân người Anh Neil Heywood. Bà Cốc Khai Lai cùng trợ lý của gia đình là Trương Hiểu Quân đã bị buộc tội đầu độc doanh nhân người Anh Neil Heywood bằng chất độc xyanua vào tháng 11 năm 2011 tại Trùng Khánh.
Bà là con gái út trong gia đình 5 chị em gái của nhà cách mạng Cốc Cảnh Sinh. Bà đã tốt nghiệp cử nhân luật và sau đó là thạc sĩ chính trị quốc tế tại Đại học Bắc Kinh. Năm 1984, bà có chuyến du khảo ở thành phố Đại Liên, nơi ông Bạc Hi Lai đang làm bí thư huyện Kim Châu và họ đã quen biết nhau. Họ kết hôn hai năm sau đó và năm 1987 bà sinh con trai Bạc Qua Qua.
Từ năm 1987, bà làm luật sư, thành lập công ty riêng và nổi tiếng nhờ là luật sư Trung Quốc đầu tiên thắng kiện ở một tòa án Mỹ, bà đã viết hai cuốn sách về vụ thắng kiện này sau này trở thành sách bán chạy ở Trung Quốc.